# Georgios Maniatis
Georgios Maniatis (* 26. September 1964) ist ein ehemaliger griechischer Radrennfahrer und nationaler Meister im Radsport.

## Sportliche Laufbahn
Maniatis war Straßenradsportler und Bahnradsportler. Den griechischen Titel im Straßenrennen holte er 1983, 1993 und 1997. 1985 wurde er Vize-Meister hinter Kanellos Kanellopoulos, 1989 hinter Georgios Katselis, 1987 und 1990 wurde er Dritter. 1985 gewann er die nationale Meisterschaft im Mannschaftszeitfahren. Diesen Titel gewann er erneut 1989 mit Georgios Pagounas und Vaios Liakos. 1990 verteidigte er mit seinem Team den Titel, 1997 war er erneut erfolgreich. 1986 wurde er Vize-Meister in dieser Disziplin, 1987 dann Dritter.
Auf der Bahn holte Maniatis die nationale Meisterschaft in der Mannschaftsverfolgung 1985, 1986 wurde er erneut Titelträger. 1987 gewann er die nationale Meisterschaft in der Einerverfolgung vor Georgios Leventakis. 1987 wurde er Dritter der Meisterschaft.
In der Rhodos-Rundfahrt kam er 1987 beim Sieg von Kanellos Kanellopoulos auf den dritten Rang. 1986 startete er in der Polen-Rundfahrt und wurde 40. der Gesamtwertung. In der Internationalen Friedensfahrt 1995 belegte Maniatis den 59. Platz.
2001 gewann Maniatis die Militärweltmeisterschaft im Straßenrennen. Er gewann mehrere Eintagesrennen in seiner Heimat. 1992, 1994 und 1997 siegte er im Sacrifice-Cup.
Maniatis startete 1985 bei den UCI-Straßen-Weltmeisterschaften. Im Einzelrennen schied er aus, im Mannschaftszeitfahren kam der griechische Vierer auf den 22. Rang, 1994 wurde er mit seinem Team 10.